# Francisco Pla y Durán

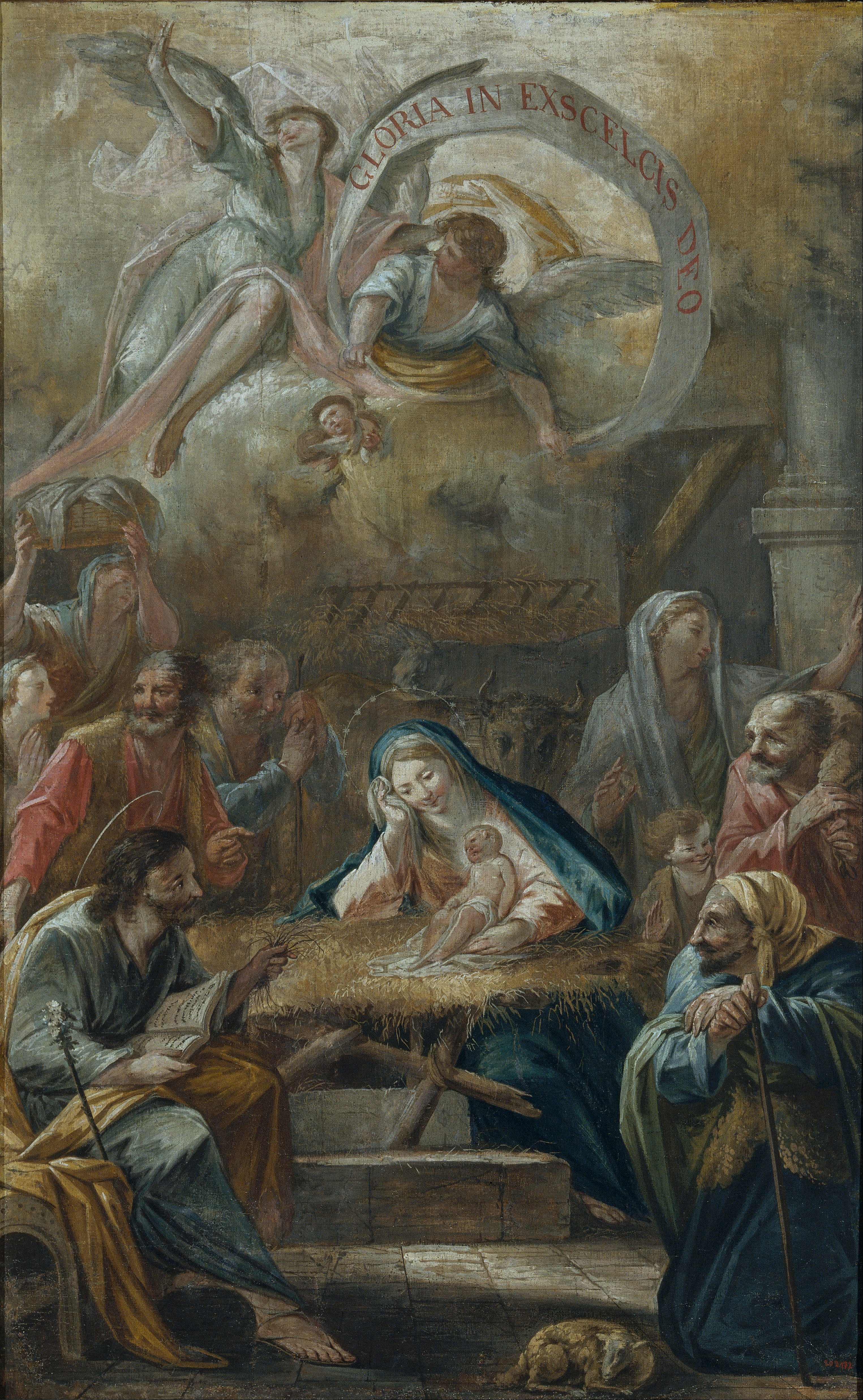
Obra de El Vigatà, conservada en el MNAC.

Francisco Pla y Durán, conocido como El Vigatá (Vic, Barcelona, 1743 - Barcelona, 1805) fue un pintor español. 

## Biografía
En 1756 se instaló en Barcelona, donde fue discípulo de Francisco y Manuel Tramulles. Inscrito al colegio de pintores en 1771, fue clavario (1776) y primer cónsul (1782) de esta institución. Se dedicó sobre todo a la decoración mural con temas bíblicos o mitológicos, a veces ayudado por el pintor igualmente vicense Llucià Romeu. 
En 1784 hizo la decoración del Palacio del Obispo de Barcelona, en 1791 la del Palacio Moja —considerada una de sus mejores obras—, en 1793 la de la casa del comerciante Joan Ribera en la calle Nou de Sant Francesc (actualmente en la casa de Pau Casals en Vendrell) y en 1796 la del Palacio Savassona (actual Ateneo Barcelonés). Las decoraciones de las casas Clarós y del marqués de Monistrol, hoy desaparecidas, se encuentran en el Palacio Real de Pedralbes. 
Estilísticamente, el Vigatà se sitúa en una línea personal que partiendo del estilo rococó llega a un cierto prerromanticismo, siendo a veces comparado con el pintor francés Eugène Delacroix.